# 川原新治
川原 新治（かわはら しんじ、1962年2月5日 - ）は、大阪府大阪市鶴見区出身の元プロ野球選手（投手）。

## 来歴・人物
太成高から大阪商業大学へ進学。関西六大学野球リーグでは、同期の清川栄治との二本柱で1982年春季リーグから3連覇を果たす。同年春季から秋季リーグにかけ、現在でもリーグ記録である7試合連続完封勝利と77イニング連続無失点を記録した。同年の明治神宮大会は決勝で東海大に2-3で惜敗するが準優勝と健闘。翌1983年秋季リーグでは、リーグ再編後初のノーヒットノーランを達成した。3季連続で最優秀選手に選ばれ、4年春はベストナイン。リーグ通算48試合に登板し23勝8敗、防御率0.97。
1983年のプロ野球ドラフト会議で阪神タイガースから4位指名を受け入団。
1984年9月に一軍初勝利をあげ、ウエスタンリーグでも6勝5敗、防御率2.14と実績を積む。
1985年には抑え投手にと期待されていたが、今ひとつ球威が足りずあまり活躍できなかった。同年7月のヤクルト戦で初の先発に起用される。
1987年限りで現役を引退。
アンダースローの技巧派で球速はないが、切れの良いカーブ、シュート、シンカーを武器にしていた。
引退後は、1988年から2008年まで阪神で打撃投手を務めた（1989年のみ二軍コーチ兼任）。
2022年4月2日、大阪商業大学の始球式に登板した。

## 詳細情報

### 年度別投手成績
| 年 度     | 球 団     | 登 板 | 先 発 | 完 投 | 完 封 | 無 四 球 | 勝 利 | 敗 戦 | セ 丨 ブ | ホ 丨 ル ド | 勝 率 | 打 者 | 投 球 回 | 被 安 打 | 被 本 塁 打 | 与 四 球 | 敬 遠 | 与 死 球 | 奪 三 振 | 暴 投 | ボ 丨 ク | 失 点 | 自 責 点 | 防 御 率 | W H I P |
| --------- | --------- | ----- | ----- | ----- | ----- | -------- | ----- | ----- | -------- | ----------- | ----- | ----- | -------- | -------- | ----------- | -------- | ----- | -------- | -------- | ----- | -------- | ----- | -------- | -------- | ------- |
| 1984      | 阪神      | 7     | 0     | 0     | 0     | 0        | 1     | 0     | 0        | --          | 1.000 | 37    | 9.2      | 7        | 0           | 2        | 0     | 0        | 3        | 0     | 0        | 2     | 2        | 1.86     | 0.93    |
| 1985      | 阪神      | 9     | 1     | 0     | 0     | 0        | 0     | 0     | 0        | --          | ----  | 47    | 10.0     | 12       | 3           | 6        | 0     | 1        | 8        | 0     | 0        | 6     | 6        | 5.40     | 1.80    |
| 1986      | 阪神      | 5     | 0     | 0     | 0     | 0        | 0     | 0     | 0        | --          | ----  | 12    | 3.1      | 2        | 0           | 0        | 0     | 0        | 0        | 0     | 0        | 1     | 1        | 2.70     | 0.60    |
| 通算：3年 | 通算：3年 | 21    | 1     | 0     | 0     | 0        | 1     | 0     | 0        | --          | 1.000 | 96    | 23.0     | 21       | 3           | 8        | 0     | 1        | 11       | 0     | 0        | 9     | 9        | 3.52     | 1.26    |

### 背番号
- 46 （1984年 - 1987年）
- 96 （1989年 - 1990年）
- 98 （1991年 - 1993年）
- 105 （1994年 - 2008年）